# Município de Western Prong (condado de Columbus, Carolina do Norte)
Localização da Carolina do Norte nos E.U.A.
O município de Western Prong (em inglês: Western Prong Township) é um localização localizado no  condado de Columbus no estado estadounidense da Carolina do Norte. No ano 2010 tinha uma população de 811 habitantes.

## Geografia
O município de Western Prong encontra-se localizado nas coordenadas 34° 26′ 36,61″ N, 78° 46′ 00,07″ O.